# Faculté des lettres de l'Université de Lausanne
La Faculté des lettres de l'Université de Lausanne (Suisse), fondée en 1837, est une institution de recherche et d'enseignement spécialisée dans les sciences humaines.

## Histoire

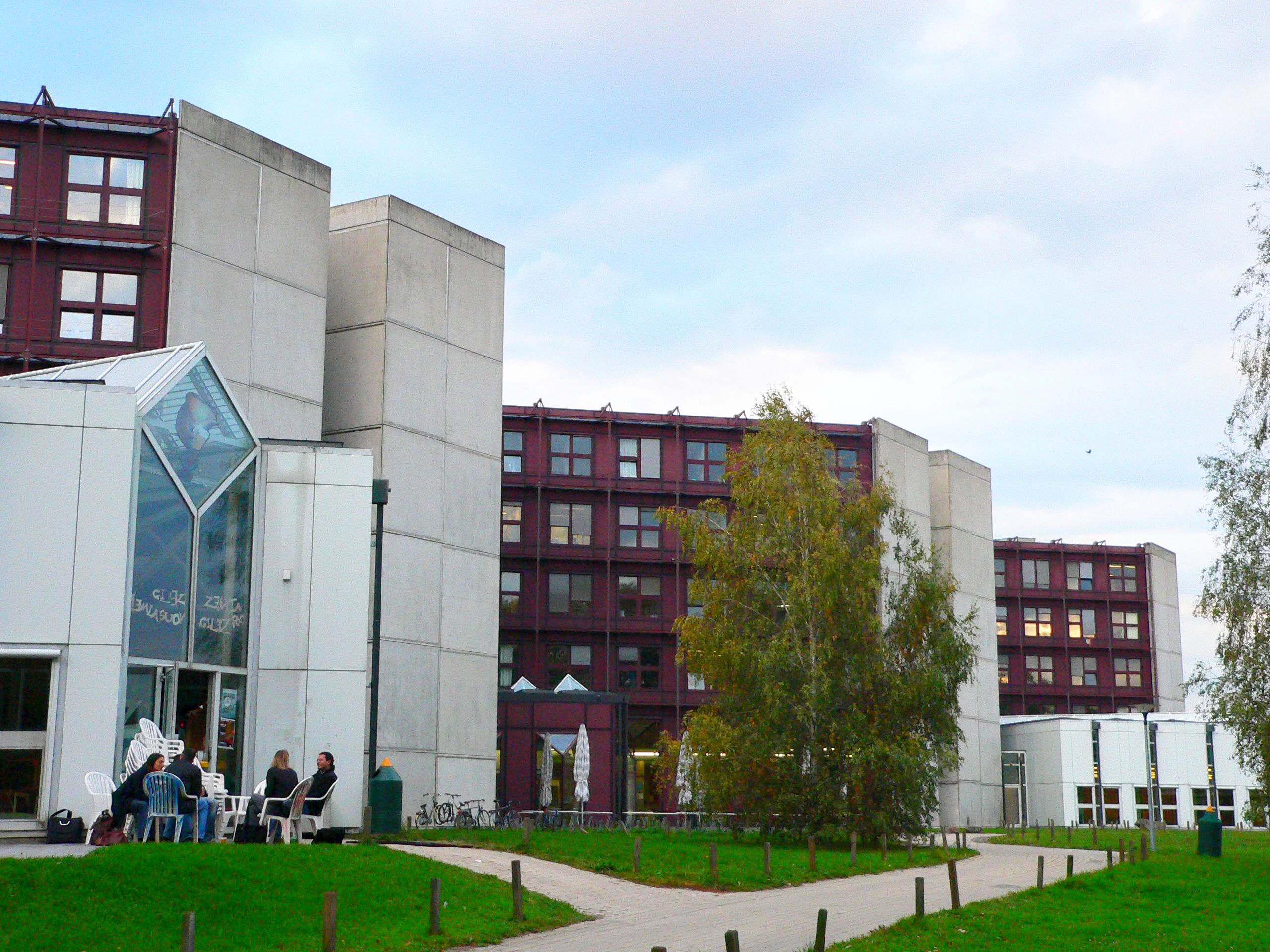
Anthropole (ex BFSH2) bâtiment actuel de la faculté des lettres

Dès la création de L'Académie de Lausanne, en 1537, les sciences humaines (arts libéraux, langues anciennes, philosophie naturelle et morale) occupent une place importante dans l'enseignement, parallèlement aux études théologiques. Comme dans beaucoup d'académies calvinistes de l'époque, ce n'est que le siècle suivant que l'humanisme sera séparé de la théologie pour devenir une faculté à part entière. En 1741, quatre des sept chaires dispensent des enseignements en humanités (philosophie, éloquence et belles-lettres, grec et morale, hébreu), contre deux en théologie et une en droit (la chaire d'histoire, créée en 1708, disparaît lors de la réorganisation de 1741). C'est en 1837 que la faculté des lettres et des sciences (9 chaires sur les 17 que compte l'institution) voit le jour sous ce titre au sein de l'Académie, désormais sécularisée, conjointement aux deux autres facultés (droit et théologie), puis est affiliée à l'Université de Lausanne lors de sa transformation en 1890 après avoir été séparée de la Faculté des Sciences en 1869.

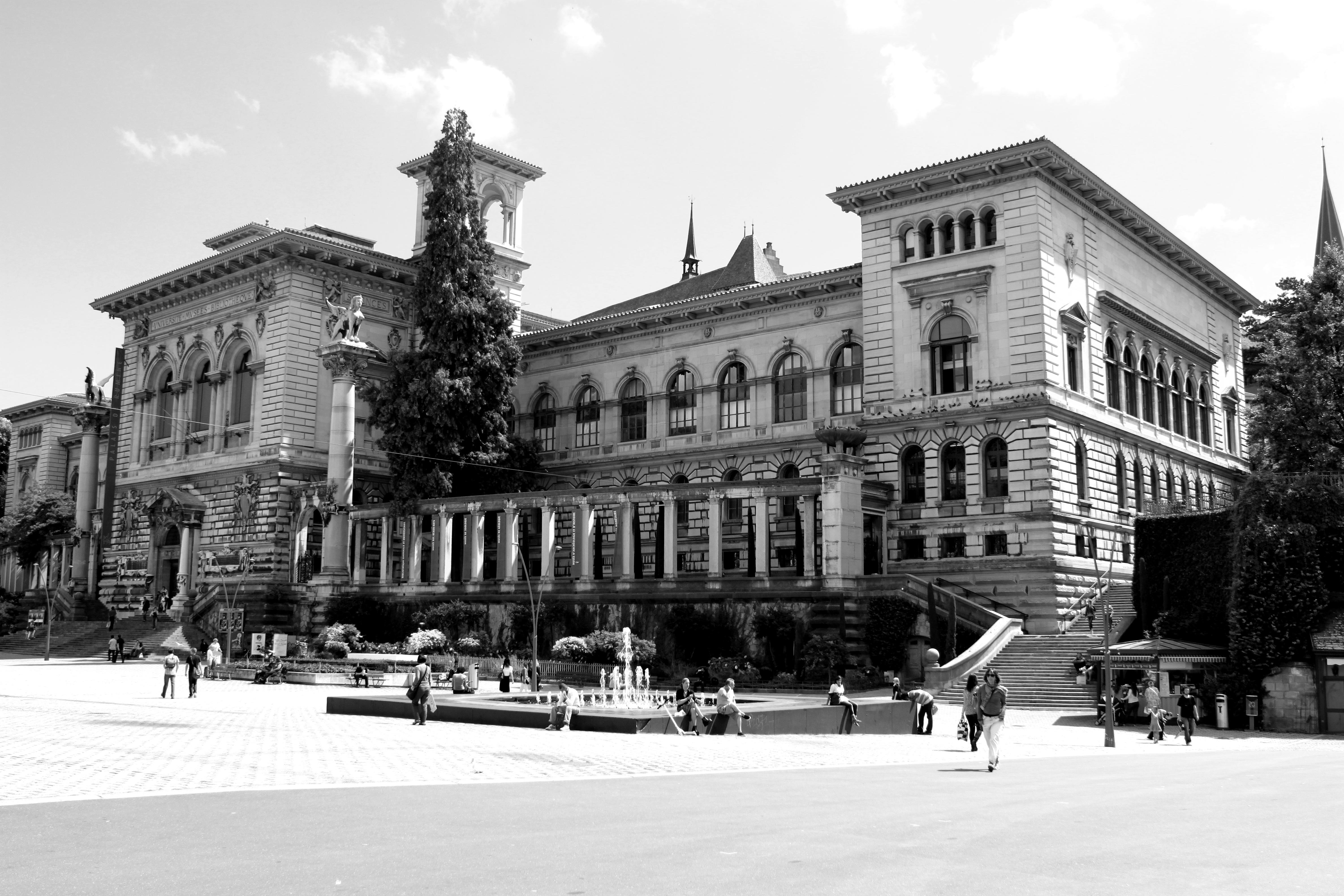
Le Palais de Rumine, bâtiment hébergeant la faculté des Lettres de 1902 à 1987.

L'histoire de la faculté des Lettres est très fortement liée à celle de deux bâtiments atypiques qui l'ont hébergée : dès 1902, c'est au Palais de Rumine, à la Riponne, que la faculté tient ses premiers quartiers, pour se déplacer en 1987 au BFSH2 (Bâtiment des Facultés de Sciences Humaines 2), devenu l'Anthropole à Chavannes, sur le campus de Dorigny. Ce bâtiment, dont l'architecture très particulière (inspirée "de l'image de la ville, avec des maisons, des rues et des places"), parfois labyrinthique,, lui a valu de nombreux débats lors de son édification,,, est aujourd'hui un élément-clé du dispositif infrastructurel et symbolique de l'université.

## Unités
Les recherches et enseignements de la faculté des lettres sont répartis dans les unités suivantes :

### Sections
- Section de philosophie
- Section d'histoire
- Section de français
- Section d'archéologie et des sciences de l'Antiquité
- Section d'italien
- Section d'espagnol
- Section d'allemand
- Section d'anglais
- Section des langues et civilisations slaves et de l'Asie du Sud
- Section des sciences du langage et de l'information
- Section d'histoire de l'art
- Section d'histoire et esthétique du cinéma

### Départements interfacultaires
- Département interfacultaire d'histoire et de sciences des religions
- Département interfacultaire d'histoire

### Centres
- Centre de recherche sur les lettres romandes
- Centre de traduction littéraire
- Centre Benjamin Constant
- Centre de linguistique et des sciences du langage
- Centre d'études médiévales et post-médiévales
- Centre des sciences historiques de la culture
- Centre de recherche en langues et littératures européennes comparées
- Centre de la formation doctorale interdisciplinaire
- Centre d'études cinématographiques

## Personnalités

### Enseignants
- Étienne Barilier
- Raphaël Baroni
- René Berger
- Jacques Berlioz
- André Bonnard
- Jean-Pierre de Crousaz
- Pierre Ducrey (ancien recteur)
- Michael Esfeld
- Pierre Gilliard
- Marcel Grandjean
- Doris Jakubec
- Hans Ulrich Jost
- Olivier Lugon
- Daniel Maggetti
- Jérôme Meizoz
- Isaac Pante
- Alain Rochat
- Antonio Rodriguez
- Tom Tillemans

### Anciens étudiants
- Raphaël Aubert
- Bastian Baker
- Mario Benzing
- Jean-François Bergier
- Pierre du Bois de Dunilac
- Catherine Colomb
- Michel Contat
- Laurent Flutsch
- Émile Gardaz
- Lova Golovtchiner
- Philippe Jaccottet
- Cédric Louis
- Pierre-Yves Maillard
- Charles Ferdinand Ramuz
- Gustave Roud
- Monique Saint-Hélier
- Mathias Reynard